# Aeroportul Chigorodó
Aeroportul Chigorodó (IATA: IGO, ICAO: SKIG) este un aeroport din Antioquia, Columbia ce deservește zona Chigorodó.
Situat la o altitudine de 29 m, aeroportul dispune de o singură pistă.